# Bolsjaja Poljana
Bolsjaja Poljana (ryska Большая Поляна, tyska Paterswalde, litauiska Petragirė) är en by i Kaliningrad oblast i Ryssland. Folkmängden uppgår till cirka 300 invånare.